# Mazur D-350

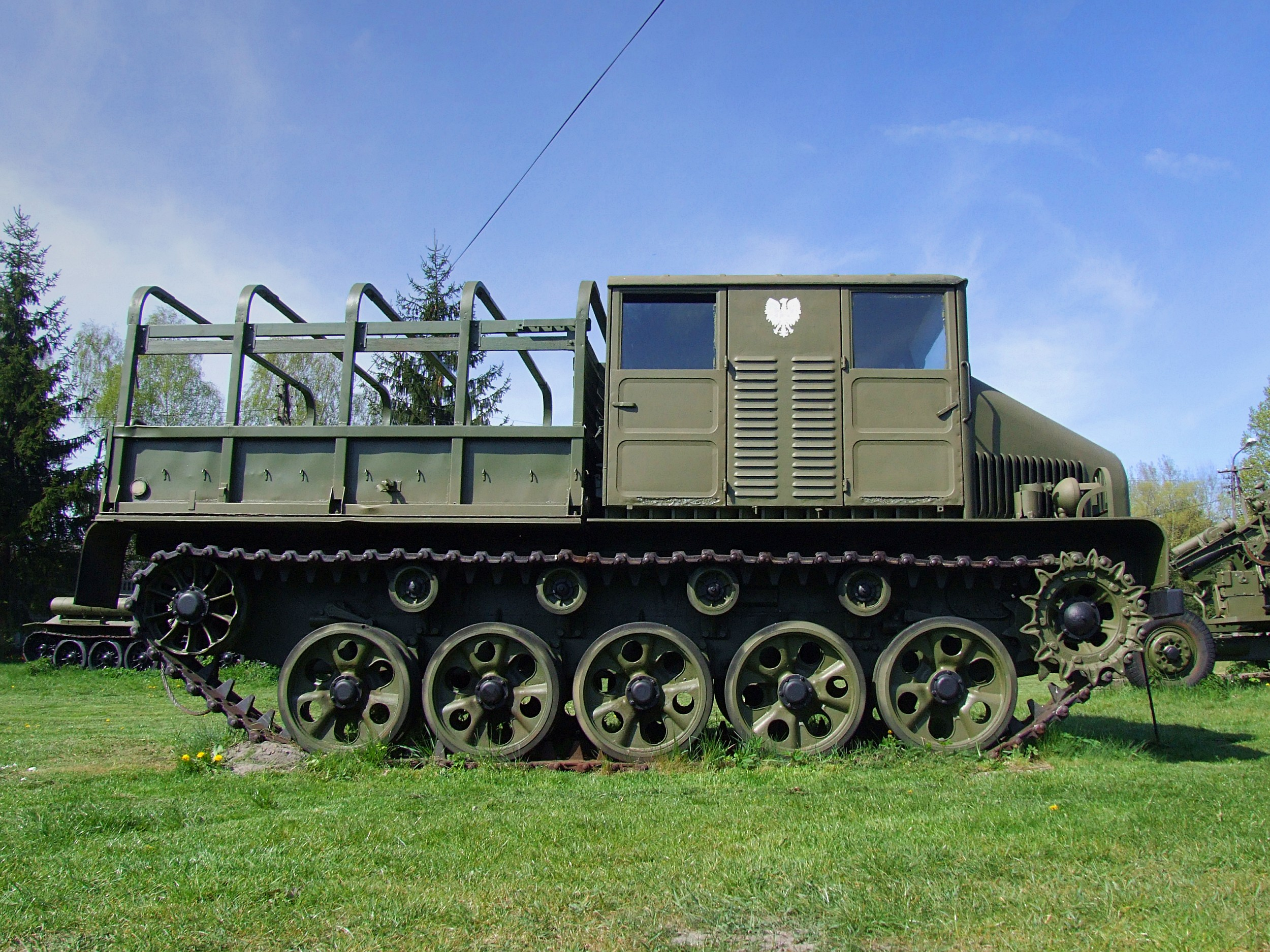
Вид с правого борта в другом польском музее

Мазур D-350 — польский артиллерийский тягач 1950-х годов.

## История
Разработка начата в 1956 (использовались элементы от советского тягача АТ-С), спустя год проектные работы завершены. В 1958 были построены два прототипа, которые получили обозначение Мазур D-300. По итогам испытаний прототипов проект был скорректирован (например, увеличена на 50 л. с. мощность двигателя), и производство тягача начато в 1960, но к 80-м гг. он был заменён (в производстве) АТС-59. В конструкции много общих частей с Т-54А.
Артиллерийский тягач Мазур использовался Чехословацкой народной армией, в основном для транспортировки полевой артиллерии калибром до 152 мм.
Кузов тягача имеет откидной задний борт, съёмные дуги и брезентовую крышу. Гусеничный движитель состоит из пяти опорных катков со звёздочкой спереди и ленивцем сзади, а также четырьмя поддерживающими катками. Также на тягаче стандартно установлена 17-тонная лебёдка с 80-метровым тросом.
Небольшое количество тягачей использовалось во вьетнамской войне.